# Metalúrgica Gerdau
Metalúrgica Gerdau est une entreprise brésilienne spécialisée dans la production d'acier. Via sa filiale
Gerdau, la holding produit différents types de métaux, et opère principalement au Brésil, mais également en Uruguay, au Chili, en Argentine, au Canada et aux États-Unis.

## Historique
En 1869, João Gerdau migre de Hambourg au Brésil et s'installe dans l'actuelle ville d'Agudo, au sud du pays. Il crée en 1886 João Gerdau & Cia, une première activité, puis en 1901, rachète l'entreprise Fábrica de Pregos Pontas de Paris (en français : fabrique des clous des ponts de Paris), qui sera l'entreprise à l'origine du groupe Gerdau. 
En 1907, João partage les entreprises créées entre ses deux fils, Hugo et Walter. Le premier hérite de la fabrique de clous, tandis que le second récupère l'usine de fournitures Gerdau. En 1914, Hugo fonde la compagnie générale des industries, qui deviendra plus tard la société Hugo Gerdau, puis Metalúrgica Gerdau, holding détenant Gerdau. En 1946, le gendre de Hugo, Curt Johannpeter, qui a épousé Helda, prend les commandes du groupe, puis l'année suivante, le groupe entre en cotation à la bourse de Porto Alegre.
En 1966, le groupe devient listé à la bourse de São Paulo, avant d'acheter un concurrent, São Judas Tadeu, l'année suivante. Celui-ci est développé dans le Sud-Est du pays, et le 15 juin 1969, Gerdau peut s'ouvrir au Nord-Est du pays en fusionnant avec Açonorte, basée à Recife, dans l'État de Pernambouc.
En 1980, l'entreprise s'ouvre pour la première fois à l'international en faisant l'acquisition de Siderúrgica Laisa, qui devient Gerdau Laisa, à Montevideo, en Uruguay. En 1983, Jorge Gerdau Johannpeter est nommé président de Gerdau.